# Etmopterus granulosus
Etmopterus granulosus o tiburón linterna del sur es una especie de pez de la familia Dalatiidae en el orden de los Squaliformes.
Es un pez bioluminiscente.

## Morfología
Los machos pueden alcanzar 60 cm de longitud total.

## Reproducción
Es ovovivíparo.

## Alimentación
Come peces osteíctios, calamares, gambas y cangrejos.

## Hábitat
Es un pez de mar y de aguas profundas que vive entre 220-1.620 m de profundidad.

## Distribución geográfica
Se encuentra tanto en el sur de Chile como del Argentina y las Islas Malvinas.